# Zouabi
Zouabi (em árabe: الزوابى) é uma comuna localizada na província de Souk Ahras, Argélia. De acordo com o censo de 2008, a população total da cidade era de 2 792 habitantes.